# Breathe (пісня)
«Breathe» — пісня Тейлор Свіфт за участю Колбі Калей з другого студійного альбому Свіфт Fearless (2008). Свіфт написала пісню разом з Калей і спродюсувала її разом з Нейтаном Чапманом. Поп-рок балада «Breathe» містить струнні акустичні інструменти та струнну секцію. Текст пісні розповідає про розбите серце від втрати близького друга. Big Machine Records випустив трек на стрімінговий сервіс Rhapsody 21 жовтня 2008 року. Музичні критики визнали «Breathe» сентиментальною піснею з резонансним текстом, але деякі вважали її несуттєвою. Пісня була номінована як найкраще спільне вокальне поп-виконання на 52-й щорічній церемонії вручення премії «Греммі» у 2010 році.
«Breathe» посів 87 місце в Billboard Hot 100 США й отримав золотий сертифікат від Американської асоціації компаній звукозапису. Свіфт виконала пісню наживо 18 серпня 2018 року в Маямі-Гарденс, штат Флорида, під час туру Reputation Stadium Tour. Після суперечки 2019 року щодо права власності на попередній каталог Свіфт, вона перезаписала пісню «Breathe» з Калей і випустила її як «Breathe (Taylor's Version)» у рамках перезапису Fearless (Taylor's Version) у 2021 році. «Breathe (Taylor's Version)» потрапив до Canadian Hot 100 і Billboard Global 200.

## Передумови та запис
Тейлор Свіфт писала пісні для свого другого студійного альбому «Fearless» під час гастролей на розігріві для інших кантрі-музикантів, щоб просувати свій однойменний дебютний студійний альбом у 2007–2008 роках, коли їй було 17–18 років. Продовжуючи романтичні теми свого першого альбому, Свіфт писала пісні про кохання та особистий досвід з погляду дівчини-підлітка — так її шанувальники могли асоціювати себе з Fearless. У своїй першій ролі продюсера, Свіфт і продюсер Нейтан Чапман записали понад 50 пісень для Fearless, і «Breathe» була однією з 13 треків, які увійшли до фінальної версії.
Записуючи Fearless Свіфт і Чапман орієнтувалися на пісню «Bubbly» (2007) Колбі Калей. За словами Джастіна Нібенка, вони обоє захоплювалися простим аранжуванням і «тим фактом, що на «Bubbly» можна було справді відчути, що це просто чесна людина, яка сидить у кімнаті в оточенні музикантів». Свіфт попросила своє керівництво співпрацювати з Калей, і обидві артистки написали «Breathe», коли Калей мав вихідний після рекламного радіотуру в Нашвіллі, штат Теннессі. Вдвох вони закінчили писати пісню протягом 30 хвилин, в так званому Свіфт «задньому сараї» за її керуючою компанією. Свіфт і Калей записали свій вокал у Starstruck Studio, а інженер Чед Карлсон записав трек у Blackbird Studio, обидва в Нашвіллі. Спочатку Свіфт хотіла, щоб Калей гармоніювала з нею в приспіві, але все ж таки вони проспівали весь трек, оскільки Свіфт була вражена вокалом Калей. За словами Свіфт, «Breathe» була одним із перших шести треків, створених Fearless до березня 2008 року.

## Реліз
Big Machine Records випустили «Breathe» для ексклюзивного завантаження виключно на стрімінговому сервісі Rhapsody 21 жовтня 2008 року. Verizon Wireless використала пісню в рекламній кампанії; було запропоновано ексклюзивний рінгтон «Breathe» для переможців конкурсу. На 29 листопада 2008 року, «Breathe» дебютував і досяг 87 місця в Billboard Hot 100, провівши в чарті один тиждень. Його поява разом із шістьма іншими піснями в чарті зрівняла Свіфт із Ханною Монтаною (Майлі Сайрус) як співачку, яка отримала найбільшу кількість пісень у чарті Billboard Hot 100 за один і той самий тиждень. Це також була одна з шести дебютних пісень, які зрівняли її з Сайрус, знову ж таки, за найбільшою кількістю дебютів у чарті за один і той самий тиждень. У 2014 році пісня отримала золотий сертифікат Американської асоціації компаній звукозапису (RIAA). 
На концерті Маямі-Гарденс, штат Флорида, у рамках туру Reputation Stadium Tour 18 серпня 2018 року, Свіфт виконала «Breathe» як частину «пісні-сюрпризу» для акустичної сесії в середині шоу; вона сказала натовпу, що «на 99 відсотків впевнена», що ніколи раніше не виконувала цю пісню наживо. 11 лютого 2021 року Свіфт оголосила в Good Morning America, що перезаписана версія пісні «Breathe» під назвою «Breathe (Taylor's Version)» буде випущена 9 квітня 2021 року як сьомий трек із Fearless (Taylor's Version), перезаписана версія Fearless. Калей також була присутня в перезаписі.

## Музика та слова
«Breathe» триває 4 хвилини 23 секунди. Це поп-рок балада з елементами фолк-музики. В треку присутні такі акустичні інструменти, як гітара та мандоліна. Також він включає акценти фортепіано та скрипки, які завершуються повною струнною секцією. Марісса Р. Мосс з Rolling Stone назвала пісню «моментом кантрі-кросоверу».
Текст пісні «Breathe» розповідає про розбите серце та втрату близької дружби. У куплеті пісні оповідач визнає, що люди змінюються та віддаляються, хоча вона і засмучена, бо знає людину «як свої п’ять пальців». У приспівах пісні вона усвідомлює необхідність залишатися сильною і дихати, щоб жити без людини. Кен Такер з Billboard вважав, що «Breathe» — це «пісня про кохання, яке пішло не так».
За словами Свіфт, «Breathe» розповідає про те, щоб від когось віддалитися, однак нікого не звинувачуючи. Свіфт вважала, що цей сценарій був одним із найважчих прощань, «коли в ньому ніхто не винен. Це просто має закінчитися». Свіфт пояснювала: «Це була тотальна терапія, тому що я зайшла і просто сказала: «Один із моїх найкращих друзів, мені доведеться більше не бачити його, і він не буде частиною того, що я роблю. Це найважче, що треба пережити. Слухати цю пісню божевільно, тому що ти думаєш, що вона про стосунки, а насправді про втрату друга та переживання». Калей і Свіфт сказали, що одна з принад цієї пісні полягає в тому, що багато людей зможуть з нею асоціюватися, тому що в ній ніколи не вказується, чому відбувається від'їзд або чия це вина. В одному з інтерв’ю Калей сказала, що Свіфт «писала про те, через що вона проходила з учасником гурту на той час, і вона виливала свою душу з цього приводу».

## Рецензії
«Breathe» був загалом добре сприйнятий музичними критиками. Кен Такер з Billboard сказав, що пісня підходить для жінок різного віку. Ґері Траст, також з Billboard, написав у січні 2010 року, що трек мав потенціал комерційного успіху, який «може продовжити низку хітів Свіфт до 2011 року». Брюс Мітчелл з Kelowna Capital News описав пісню як зрілу та прекрасну, а Джон Лоу з The Sudbury Star висловив думку, що трек разом із піснею «You're Not Sorry» «пропонує підказки про те, ким артист [Свіфт] може стати» з «хуками, які зрівняють конкуренцію». Бернадет МакНалті з The Daily Telegraph рекомендувала «Breathe» для завантаження у своїй рецензії на Fearless. Джим Ебботт з Orlando Sentinel висловив думку, що акустичне аранжування треку було «спокійнішим» моментом альбому, яке показало «найпривабливішу сторону» Свіфт. Тейлор Везербі з Billboard назвала пісню сьомою найкращою композицією Свіфт. Везербі похвалила вокал Свіфт, сказавши, що «у неї чудовий голос, який міг би заколисати вас». Вона продовжила опис голосу Калей як «плавний». Вона підсумувала: «Це може бути найзаспокійливіша пісня про розставання всіх часів».
У менш захоплених рецензіях Джонатан Кіф з журналу Slant вважав, що Свіфт слід було вибрати іншого співавтора, оскільки вважав Калей інертною, тоді як Ларрі Роджерс з The Arizona Republic писав, що поп-рок аранжування звучало нудно.
«Breathe» була однією з двох пісень за участю Калей, які були номіновані на премію «Греммі» за найкраще спільне вокальне поп виконання у 2010 році, іншою була пісня «Lucky» Джейсона Мреза (переможець в цій категорії). Про те, що «Breathe» не виграла нагороду, Калей сказала: «Мені подобається «Breathe» з Тейлор, але я виконувала «Lucky» з Джейсоном по всьому світу минулого року, тому я рада, що вона виграла».

## Персонал
«Breathe»
- Тейлор Свіфт — головний вокал, продюсерка, авторка пісні
- Колбі Калей — головний вокал, бек-вокал, гармонійний вокал, авторка пісні
- Нейтан Чапман — продюсер, акустична гітара
- Джонатан Юдкін — струнне аранжування, композиція, виконання
- Чед Карлсон — запис
- Джастін Нібенк — зведення
- Дрю Болман — асистент зведення
- Генк Вільямс — мастеринг

«Breathe (Taylor's Version)»
- Крістофер Роу — вокал, продюсер
- Тейлор Свіфт — продюсерка, головний вокал
- Ловелл Рейнольдс — асистент інженера, додатковий інженер
- Девід Пейн — інженер звукозапису
- Дерек Гартен — додатковий інженер
- Джон Гейнс — інженер
- Сербан Генеа — зведення
- Майк Медоуз — акустична гітара, мандоліна, фортепіано
- Пол Сідоті — акустична гітара
- Амос Геллер — бас-гітара
- Метт Біллінгслі — електрогітара
- Джонатан Юдкін — струнні
- Колбі Калей — запрошений вокал